# Epipedobates espinosai
Epipedobates espinosai es una especie de anfibio anuro de la familia Dendrobatidae.

## Distribución geográfica
Esta especie es endémica de la provincia de Santo Domingo de los Tsáchilas en Ecuador. Habita a 350 m de altitud.

## Etimología
El nombre de su especie le fue dado en referencia al lugar de su descubrimiento, Hacienda Espinosa.

## Publicación original
- Funkhouser, 1956 : New frogs from Ecuador and southwestern Colombia. Zoológica, vol. 41, p. 73–79.[5]